# Orangetree
Orangetree es un lugar designado por el censo ubicado en el condado de Collier en el estado estadounidense de Florida. En el Censo de 2010 tenía una población de 4.406 habitantes y una densidad poblacional de 385,32 personas por km².

## Geografía
Orangetree se encuentra ubicado en las coordenadas 26°17′35″N 81°34′23″O / 26.29306, -81.57306. Según la Oficina del Censo de los Estados Unidos, Orangetree tiene una superficie total de 11.43 km², de la cual 9.88 km² corresponden a tierra firme y (13.61%) 1.56 km² es agua.

## Demografía
Según el censo de 2010, había 4.406 personas residiendo en Orangetree. La densidad de población era de 385,32 hab./km². De los 4.406 habitantes, Orangetree estaba compuesto por el 84.77% blancos, el 7.44% eran afroamericanos, el 0.43% eran amerindios, el 2.61% eran asiáticos, el 0.02% eran isleños del Pacífico, el 2.81% eran de otras razas y el 1.91% pertenecían a dos o más razas. Del total de la población el 21.67% eran hispanos o latinos de cualquier raza.